# Botswana Congress Party

Flagge der BCP

Botswana Congress Party (BCP; deutsch etwa: „Kongresspartei von Botswana“; auch als Mogobagoba, Setswana für „großer Lastwagen“, bekannt) ist eine 1998 gegründete Partei in Botswana. Sie war stets in der Opposition und gehört seit 2017 zum Wahlbündnis Umbrella for Democratic Change (UDC). Die Partei versteht sich als sozialdemokratisch.

## Geschichte
Die BCP spaltete sich 1998 von der ebenfalls oppositionellen Botswana National Front (BNF) ab, die 13 von 40 Sitzen innehatte. Erster Vorsitzender war Michael Dingake. Mit elf Abgeordneten stellte sie fortan die größte Oppositionsfraktion und war somit „offizielle Opposition“. Bei der Parlamentswahl 1999 erhielt sie 11,9 % der Stimmen, wegen des Mehrheitswahlrechts aber nur einen von 40 Sitzen. 2001 wurde Dingake durch Otlaadisa Koosaletse ersetzt. 2004 gewann die BCP 16,6 %, jedoch erneut nur einen der nunmehr 57 Sitze. 2005 wurde Gilson Saleshando neuer Vorsitzender. 2009 trat die BCP zusammen mit dem Botswana Alliance Movement an, ein geplantes Wahlbündnis mit der BNF kam nicht zustande. Mit 19,2 % der Stimmen erreichte das Bündnis fünf Sitze, darunter den Hauptstadtwahlkreis Gaborone Central. 2010 schlossen sich BCP und BAM zusammen. Die Partei hieß weiterhin Botswana Congress Party, gab sich aber ein neues Emblem.
Zur Wahl 2014 gründete die BNF mit zwei anderen Oppositionsparteien das Bündnis UDC, das 17 der 57 Mandate erhielt, während die BCP drei Mandate gewann und die seit Gründung Botswanas regierende Botswana Democratic Party erneut siegte, obwohl sie erstmals weniger als 50 % der Stimmen erhielt. 2017 schloss sich die BCP dem UDC an.

## Struktur und Politik
Dumelang Saleshando ist Vorsitzender (president), Kesegile Gobotswang Generalsekretär. Es gibt die Youth League für junge Parteianhänger und die Women’s League für Belange der Frauen. Die Partei ist laut eigenem Bekunden sozialdemokratisch. Vor der Wahl 2014 prangerte die BCP den angeblichen Verfall der Demokratie und die Korruption an und versprach soziale Gerechtigkeit, etwa durch zügige Landzuweisung an potenzielle Landwirte.
Das Emblem enthält neben den Schriftzügen Botswana Congress Party und BCP ein schwarzes Rind auf grünem Grund.